# آن انرایت
آن انرایت (به انگلیسی: Anne Enright) (زاده ۱۱ اکتبر ۱۹۶۲) از نویسندگان ایرلندی است.
آن انرایت در دوبلین متولد شده و آن جا زندگی و کار می‌کند. او یک مجموعه داستان کوتاه با عنوان «هوای دیروز» دارد که در دو جلد منتشر شده. یک کتاب غیرداستانی با عنوان «بچه دار شدن» و چهار رمان در کارنامه ادبی او جای دارد. وی در سال ۲۰۰۷ با رمان «گردهمایی» برنده جایزه من بوکر و جایزه داستان ایرلند شده‌است.

## زندگی شخصی
انریت تا سال 2014 در بری ، ایالت ویکلو زندگی می کرد. او با مارتین مورفی ازدواج کرده است ، که مدیر تئاتر پاویلیون در دن لاوگر بود و اکنون به عنوان مشاور شورای هنر ایرلند کار می کند. آنها دارای دو فرزند ، یک پسر و یک دختر هستند.